# Hirata Tōsuke
Pour les articles homonymes, voir Hirata.
Hirata Tōsuke est un nom japonais traditionnel ; le nom de famille (ou le nom d'école), Hirata, précède donc le prénom (ou le nom d'artiste).
Le comte Hirata Tōsuke (平田 東助, 2 mars 1849 – 14 avril 1925) est un homme d'État japonais des ères Meiji et Taishō. Il fut le Lord Gardien du sceau privé du Japon de 1922 à 1925.

## Biographie
Fils d'un samouraï local, Hirata voit le jour en 1849 dans le domaine de Yonezawa de la province de Dewa (actuelle préfecture de Yamagata). Il combattit pendant la guerre de Boshin, puis fut envoyé à Tokyo par son domaine pour étudier à la Daigaku Nankō (ancêtre de l'université impériale de Tokyo). Après son diplôme, il prit part à la mission Iwakura en 1871, dans laquelle il fut l'un des deux membres étudiants avec Nobuaki Makino. Plus tard, il séjourna en Allemagne pour étudier la politique et le droit international à l'université de Heidelberg et le droit commercial à l'université de Leipzig. On dit de lui qu'il est le premier Japonais à obtenir un doctorat.
Il rentra au Japon en 1876 et travailla au ministère des Finances, puis il devint directeur du Bureau de Documentation du Grand Conseil d'État (太政官, Dajōkan) et directeur du Bureau Législatif. En 1890, il fut élu à la chambre des pairs de la nouvelle diète du Japon.
Il occupa successivement des postes d'importance tels que secrétaire en chef du Conseil Privé, directeur-général du Bureau Législatif, Conseiller Privé, ministre de l'Agriculture et du Commerce dans le premier gouvernement de Tarō Katsura, ministre de l'Intérieur dans son second gouvernement, membre provisoire de la commission d'enquête diplomatique, et Lord Gardien du sceau privé du Japon.
Hirata fut aussi très actif dans les réformes de l'agriculture locale, dans un programme coopératif industriel, et dans des projets de lutte de la pauvreté. Il s'efforçait de protéger la population locale de l'économie inflationnaire à la suite de la guerre russo-japonaise et la Première Guerre mondiale.

## Source de la traduction
- (en) Cet article est partiellement ou en totalité issu de l’article de Wikipédia en anglais intitulé « Hirata Tosuke » (voir la liste des auteurs).